# Tajskie liczebniki
Tajskie liczebniki (taj. เลขไทย) – zbiór liczebników tradycyjnie używanych w Tajlandii, chociaż cyfry arabskie są bardziej powszechne. Liczebniki te wywodzą się z indyjsko-arabskiego systemu liczbowego powszechnie stosowanego w innych częściach świata. W języku tajskim liczebnik często następuje po rzeczowniku i poprzedza klasyfikator miary, chociaż występują odstępstwa od tej reguły.  

## Cyfry
Tajskie zero, które także oznacza środek, w zależności od kontekstu, wywodzi się wprost z sanskryckiego śūnya, podobnie jak wieloznaczne nazwy od dwa do cztery, podane niżej, z wyjątkiem jeden i jej wariantów. Tajskie nazwy cyfr od dwa do dziewięć przypominają te w języku kantońskim używane w południowych Chinach. Są one nawet bliższe minnańskiemu (Teochew/Hokkien), być może dlatego, że Chińczycy w Tajlandii używają Teochew. Natomiast znaki cyfr są niemalże identyczne z cyframi khmerskimi. Poniżej jest porównanie do trzech języków (kantońskiego, minnańskiego z wymową). Tajska transliteracja  stosuje transkrypcję języka tajskiego (RTGS).
| Liczba | Tajski | Tajski  | Tajski | Tajski           | Khmerski | Kantoński                     | Minnański                   |
| Liczba | Liczba | Słownie | RTGS   | Archaiczne       | Khmerski | Kantoński                     | Minnański                   |
| ------ | ------ | ------- | ------ | ---------------- | -------- | ----------------------------- | --------------------------- |
| 0      | ๐      | ศูนย์     | sun    | (Sanskryt śūnya) | ០        | 零 (ling4)                    | 空 (khong3)                 |
| 1      | ๑      | หนึ่ง     | nueng  | อ้าย (âai)        | ១        | 一 (yat1)                     | 一 (it4)                    |
| 2      | ๒      | สอง     | song   | ยี่ (yîi)          | ២        | 二 (yi2) [雙 (seung1) = pair] | 二 (ji7) [雙 (song1, lit.)] |
| 3      | ๓      | สาม     | sam    | สาม (sǎam)       | ៣        | 三 (saam1)                    | 三 (sam1, lit.)             |
| 4      | ๔      | สี่       | si     | ไส (săi)         | ៤        | 四 (sei3)                     | 四 (si3)                    |
| 5      | ๕      | ห้า      | ha     | งั่ว (ngûa)        | ៥        | 五 (ng5)                      | 五 (go.7)                   |
| 6      | ๖      | หก      | hok    | ลก (lók)         | ៦        | 六 (luk6)                     | 六 (liok8, lit.)            |
| 7      | ๗      | เจ็ด     | chet   | เจ็ด (jèd)        | ៧        | 七 (chat1)                    | 七 (chit4)                  |
| 8      | ๘      | แปด     | paet   | แปด (pàed)       | ៨        | 八 (baat3)                    | 八 (pat4, lit.)             |
| 9      | ๙      | เก้า     | kao    | เจา (jao)        | ៩        | 九 (gau2)                     | 九 (kau2)                   |
| 10     | ๑๐     | สิบ      | sip    | จ๋ง (jǒng)        | ១០       | 十 (sap6)                     | 十 (tzhap2)                 |

[lit. = wymowa literacka]

## Od dziesięciu do miliona
Z sanskrytu lakh oznacza rangę cyfry w systemie pozycyjnym (tam naeng khong thua lek, ตําแหน่งของตัวเลข), które są ponazywane dla potęg liczby dziesięć: jednostki to lakh nuay (หลักหน่วย); dziesiątki, lakh sip (หลักสิบ); setki, lakh roi (หลักร้อย), itd. Liczba jeden następująca po dowolnej potędze dziesięciu staje się et (kantoński: 一, yat1; minnoński: 一, it4). Liczba dziesięć (sip) jest taka same w minnońskim 十 (sip8, lit.). Liczby od dwadzieścia do dwadzieścia dziewięć rozpoczynają się od yi sip (kantoński: 二十, yi6sap6; minnoński: 二十, lit. ji7sip8). Nazwy z lakh sip od 30 do 90 oraz dla lakh ze 100, 1000, 10000, 100000 i milion, są prawie takie same jak liczby khmerskie.
| Liczba    | Tajski  | Tajski | RTGS        |
| --------- | ------- | ------ | ----------- |
| 10        | ๑๐      | สิบ     | sip         |
| 11        | ๑๑      | สิบเอ็ด  | sip et      |
| 12        | ๑๒      | สิบสอง  | sip song    |
| 20        | ๒๐      | ยี่สิบ    | yi sip      |
| 21        | ๒๑      | ยี่สิบเอ็ด | yi sip et   |
| 22        | ๒๒      | ยี่สิบสอง | yi sip song |
| 100       | ๑๐๐     | ร้อย    | roi         |
| 1 000     | ๑๐๐๐    | พัน     | phan        |
| 10 000    | ๑๐๐๐๐   | หมื่น    | muen        |
| 100 000   | ๑๐๐๐๐๐  | แสน    | saen        |
| 1 000 000 | ๑๐๐๐๐๐๐ | ล้าน    | lan         |

Dla liczb od 21 do 29, część oznaczająca 20: yi sip (ยี่สิบ), może być skrócona w mowie potocznej do yip (ยีบ, ยิบ).
Setki są tworzone przez połączenie roi z wartościami dziesiątek i jednostek. Na przykład, dwieście trzydzieści dwa to song roi sam sip song.. Słowa roi, phan, muen, i saen powinny pojawić się przed liczbą (nueng jest opcjonalne), więc np. dwieście dziesięć to song roi sip, a sto to roi lub nueng roi. Nueng nigdy nie poprzedza sip, więc song roi nueng sip jest niepoprawne. Osoby mówiące tajskim językiem ojczystym mówią czasami roi nueng (lub phan nueng, itp.) z inną tonacją na nueng aby odróżnić jedno sto od sto jeden. Jednak takie odróżnienie często nie jest wykonywane i mogą wystąpić niejednoznaczności. Aby uniknąć nieporozumień, w przypadku wystąpienia 101 (lub 1001, 10001 itd.) trzeba powiedzieć roi et (lub phan et, muen et, itd.).

## Liczby większe niż milion
Liczby większe niż milion tworzone są przy pomocy prefiksu lan z mnoznikiem. Na przykład, dziesięć milionów to sip lan, a bilion (1012) to lan lan.

## Ułamki
Potocznie ułamki dziesiętne tworzy się mówiąc chut (จุด, kropka) w miejscu naszego przecinka. Na przykład 1.01 to nueng chut sun nueng (หนึ่งจุดศูนย์หนึ่ง).
Ułamki tworzy się umieszczając nai (ใน, w, z) między licznikiem a mianownikiem lub, aby wyraźnie wskazać, za pomocą [set] x suan y ([เศษ] x ส่วน y, x części z całego y). Na przykład ⅓ to nueng nai sam (หนึ่งในสาม) lub [set] nueng suan sam ([เศษ]หนึ่งส่วนสาม). Słowo set (เศษ) można pominąć.
Słowo khrueng (ครึ่ง) oznacza "pół". Poprzedza ono kwalifikator miary jeśli jest używane samodzielnie, ale występuje po kwalifikatorze jeśli jest użyte z inną liczbą. Na przykład kradat krueng phaen (กระดาษครึ่งแผ่น) znaczy "pół arkuszu papieru", lecz kradat nueng phaen krueng (กระดาษหนึ่งแผ่นครึ่ง) znaczy "jeden i pół arkuszy papieru".

## Liczby ujemne
Liczby ujemne tworzy się umieszczając lop (ลบ, minus) przed liczbą. Na przykład −11 to lop sip et (ลบสิบเอ็ด).

## Liczebniki porządkowe
Liczebniki porządkowe tworzy się umieszczając thi (ที่, place) przed liczbą. Nie są one specjalnie odróżniane od liczebnika gdyż po liczebniku w dalszym ciągu następuje określany rzeczownik, który jest thi (kolejny) w tym przypadku.
| Tajski | RTGS      | znaczenie                 |
| ------ | --------- | ------------------------- |
| ที่หนึ่ง   | thi nueng | pierwszy                  |
| ที่สอง   | thi song  | drugi                     |
| ที่สาม   | thi sam   | trzeci                    |
| ที่สี่     | thi si    | czwarty                   |
| ที่#     | thi #     | #szy, #gi, #ci, #ty, itd. |